# Korchów Drugi
Korchów Drugi (prononciation : [ˈkɔrxuf ˈdruɡi]) est un village polonais de la gmina de Księżpol dans le powiat de Biłgoraj de la voïvodie de Lublin dans l'est de la Pologne.
Il se situe à environ 9 kilomètres au sud-est de Księżpol (siège de la gmina), 22 kilomètres au sud de Biłgoraj (siège du powiat) et 100 kilomètres au sud de Lublin (capitale de la voïvodie).
Le village comptait approximativement une population de 266 habitants en 2008.

## Histoire
De 1975 à 1998, le village est attaché administrativement à la voïvodie de Zamość.

Depuis 1999, il fait partie de la voïvodie de Lublin.